# 2. Sinfonie (Furtwängler)
Die Sinfonie Nr. 2 in e-Moll von Wilhelm Furtwängler entstand in den 1940er Jahren. Furtwängler selbst dirigierte diese Sinfonie am Ende seines Lebens bei zahlreichen Gelegenheiten.

## Das Werk
Furtwängler schrieb die zweite Sinfonie während der Zeit, in der er nicht dirigieren durfte, und vollendete sie 1947. Durch die Kriegswirren in Deutschland am Ende des Zweiten Weltkriegs genötigt war er zusammen mit seiner Frau Elisabeth und dem neugeborenen Sohn in die Schweiz nach Clarens am Genfersee umgesiedelt, wo er während seines letzten Lebensjahrzehnts seinen Wohnsitz hatte.
Während der Zwangspause als Dirigent war Furtwängler wieder verstärkt als Komponist tätig und vollendete 1947 seine zweite Symphonie in e-Moll, ein gewaltiges Werk von knapp anderthalb Stunden Dauer. Die Uraufführung der Sinfonie fand am 22. Februar 1948 mit den Berliner Philharmonikern unter seiner eigenen Leitung statt. 1951 folgte die Aufnahme des Werkes durch die Deutsche Grammophon.
Die Sinfonie besteht aus vier Sätzen:
1. Assai moderato
2. Andante semplice
3. Allegro – Moderato – Allegro
4. Langsam – Moderato andante – Allegro molto – Moderato – Langsam – Moderato – Presto

Die Besetzung des Orchesters setzt sich aus den folgenden Instrumenten zusammen:
- Piccolo-Flöte
- 3 Flöten
- 2 Oboen
- Englisch-Horn
- 3 Klarinetten
- 2 Fagotte
- Kontrafagott
- 4 Hörner
- 3 Trompeten
- 3 Posaunen
- Tuba
- Pauken
- Schlaginstrumente
- Streicher

Die Aufführungsdauer der Sinfonie beträgt etwa 82 Minuten. Dem Stil nach ist sie, wie die anderen Werke Furtwänglers, der Spätromantik verhaftet. Furtwängler entwickelte darin allerdings einen eigenständigen Stil, der auch in dieser Komposition zum Tragen kommt.

## Diskographie
- Philharmonisches Staatsorchester Hamburg – Wilhelm Furtwängler, Oktober 1948, Konzertmitschnitt. Société Wilhelm Furtwängler
- Berliner Philharmoniker – Wilhelm Furtwängler, November/Dezember 1951, Studioaufnahme. Deutsche Grammophon (DG) 1952
- Symphonieorchester des Hessischen Rundfunks – Wilhelm Furtwängler, Dezember 1952, Konzertmitschnitt. Delta Classics
- Wiener Philharmoniker – Wilhelm Furtwängler, Februar 1953, Konzertmitschnitt. Orfeo International 1994
- Radio-Symphonieorchester Stuttgart – Wilhelm Furtwängler, März 1954, Konzertmitschnitt. Hänssler 2011
- Symphonieorchester des Bayerischen Rundfunks – Eugen Jochum, Dezember 1954, Konzertmitschnitt. BR-Klassik 2010
- Osaka Philharmonic Orchestra – Takashi Asahina, Dezember 1984, Konzertmitschnitt. JVC
- BBC Symphony Orchestra – Alfred Walter, Januar 1992, Studioaufnahme. Marco Polo 1993
- Chicago Symphony Orchestra – Daniel Barenboim, Dezember 2001, Teldec 2002
- Staatskapelle Weimar – George Alexander Albrecht. November 2003, Arte Nova 2004